# Anaís Méndez
Pour les articles homonymes, voir Mendez.
Anaís Méndez, née le 18 janvier 2000 à Tumbatu (Équateur), est une athlète handisport équatorienne du lancer du poids catégorie F20 pour les athlètes ayant une déficience intellectuelle. Avec sa sœur Poleth Méndes, elles sont les premières médaillées paralympiques de l'histoire de l'Équateur.

## Carrière
Lors des Jeux paralympiques d'été de 2020, elle remporte le bronze au lancer du poids F20 avec un nouveau record du monde de 14,39 m. Sa grande sœur Poleth remporte la médaille d'or de la même épreuve et les deux sœurs deviennent alors les première médaillées paralympiques de l'histoire de l'Équateur.

## Vie privée
Sa sœur Poleth Méndes concoure également dans la catégorie F20. Les deux sœurs ont une orthographe différentes pour leurs noms de famille à cause d'une erreur lors de leur inscription dans les registres civils à leur naissance.

## Palmarès
| Date | Compétition            | Lieu  | Place | Perf.   |
| ---- | ---------------------- | ----- | ----- | ------- |
| 2019 | Championnats du monde  | Dubaï | 5e    | 12,82 m |
| 2019 | Jeux parapanaméricains | Lima  | 2e    | 11,89 m |
| 2021 | Jeux paralympiques     | Tokyo | 1re   | 14,39 m |